# Sara af Hangö
Sara af Hangö är en finländsk segelbåt, en 6-metersregelbåt, som byggdes 2006 av Ulf och Peter Granström på Ulf Granströms båtvarv i Hangö. Hon är 10,84 meter lång, 1,86 meter bred och väger 4.117 kilogram.
Sara af Hangö är en replika av Violet, som ägdes av Eljas Erkko och som ritades 1947 av Gösta Kyntzell och tävlade om Guldpokalen 1947.
Hon vann 2011 "6M World Cup" i Helsingfors.